# Francesco Biamonti
Francesco Biamonti (San Biagio della Cima, 3 marzo 1928 – San Biagio della Cima, 17 ottobre 2001) è stato uno scrittore italiano.

## Biografia
Francesco Biamonti trascorse alcuni periodi della sua giovinezza in Francia e in Spagna, ebbe l'incarico di bibliotecario all'Aprosiana di Ventimiglia tra gli anni '50 e gli anni '60. Approdò alla narrativa per lento accumulo, in età adulta. Il suo romanzo L'angelo di Avrigue, primo della tetralogia stampata dalla casa editrice torinese Einaudi, uscì nel 1983, elogiato e presentato ai lettori da Italo Calvino, con una consentanea quarta di copertina. Biamonti fu legato da un'intensa amicizia al pittore Ennio Morlotti, al quale annuncerà nel 1981 il riscontro positivo ottenuto dall'editore e dallo stesso Calvino.
All'amico pittore, Biamonti dedica inoltre alcuni saggi critici e diverse presentazioni, riflettendo in poche battute sugli esiti estetici del pensiero di Martin Heidegger, Albert Camus, Edmund Husserl o Maurice Merleau-Ponty. La leggenda letteraria, favorita dalle note del suo editore, lo considerava come un solitario e schivo coltivatore di mimose. Intervistato da Fulvio Panzeri per il quotidiano Avvenire, nel gennaio del 1998 Francesco Biamonti, chiarendo in poche battute alcuni aspetti fondamentali della sua poetica letteraria e della propria concezione della stessa letteratura, affermava:
(Francesco Biamonti, in F. Panzeri, Biamonti: inseguendo la luce, Avvenire, 22 gennaio 1998, pp. 23-24)

## Iniziative
Dal 2016 è nato nel paese natale di San Biagio della Cima il Parco Biamonti un ente che fa capo al Comune della cittadina e che, oltre a organizzare iniziative di studio e ricerca sulla storia e le risorse produttive del territorio, ha realizzato un sistema segnaletico interattivo dei vari luoghi del borgo e delle campagne circostanti componendo un itinerario attraverso i luoghi della vita e delle opere dello scrittore.
Dal 2018, l'Associazione Amici di Biamonti, il Centro di Cooperazione Culturale e l'Unione Culturale 'Franco Antonicelli' di Torino hanno inoltre dato il via a un progetto di residenze creative intitolato "Sulle tracce di Biamonti" che porta ogni anno a San Biagio artisti di varie discipline sollecitati a realizzare opere ispirate al territorio e agli scritti biamontiani.
Per il ventesimo anniversario della scomparsa dello scrittore, nell'ottobre 2021, l'associazione Amici di Francesco Biamonti e un Comitato composto di docenti universitari hanno deciso di organizzare tra San Biagio della Cima e Ventimiglia un convegno dal titolo Le carte, le voci, gli incontri.

## Opere
- L'angelo di Avrigue, Einaudi, Torino 1983
- Vento largo, Einaudi, Torino 1991,
- Attesa sul mare, Einaudi, Torino 1994,
- Le parole la notte, Einaudi, Torino 1998,
- Il silenzio, Einaudi, Torino 2003
- Ennio Morlotti. Pazienza nell'azzurro, Ananke, Torino 2006
- Scritti e parlati, Einaudi, Torino 2008
- Il romanzo di Gregorio, Il Canneto, Genova 2015
- L’angelo di Avrigue. Vento largo. Attesa sul mare, prefazione di Carlo Boccadoro, Einaudi, Torino 2020

## Alcuni riconoscimenti
Francesco Biamonti ha ricevuto vari premi letterari: nel 1991, con Vento largo, ottiene il Premio Comisso; nel 1994, con Attesa sul mare, giunge il Premio Selezione Campiello; Le parole la notte, del 1998, è insignito nuovamente con il Premio Selezione Campiello e il  Premio Brancati